# Maison au 40, rue du Bain-aux-Plantes à Strasbourg
La maison au 40, rue du Bain-aux-Plantes est une maison à colombages alsacienne située dans le quartier de la Petite France à Strasbourg. Elle est classée aux monuments historiques depuis le 10 novembre 1927.

## Historique
En 1566 cette maison alsacienne est construite par le riche tanneur alsacien Michel Wittich, dans cet ancien quartier historique de tanneurs, de meuniers, et de pêcheurs, qui exploitent les canaux de l'Ill de la Petite France de la Grande Île de Strasbourg (classée au Patrimoine mondial de l'Humanité depuis 1988, devenu depuis un des hauts lieux pittoresques historiques préservés du tourisme en Alsace, avec des similitudes avec le secteur touristique de la Petite Venise de Colmar).

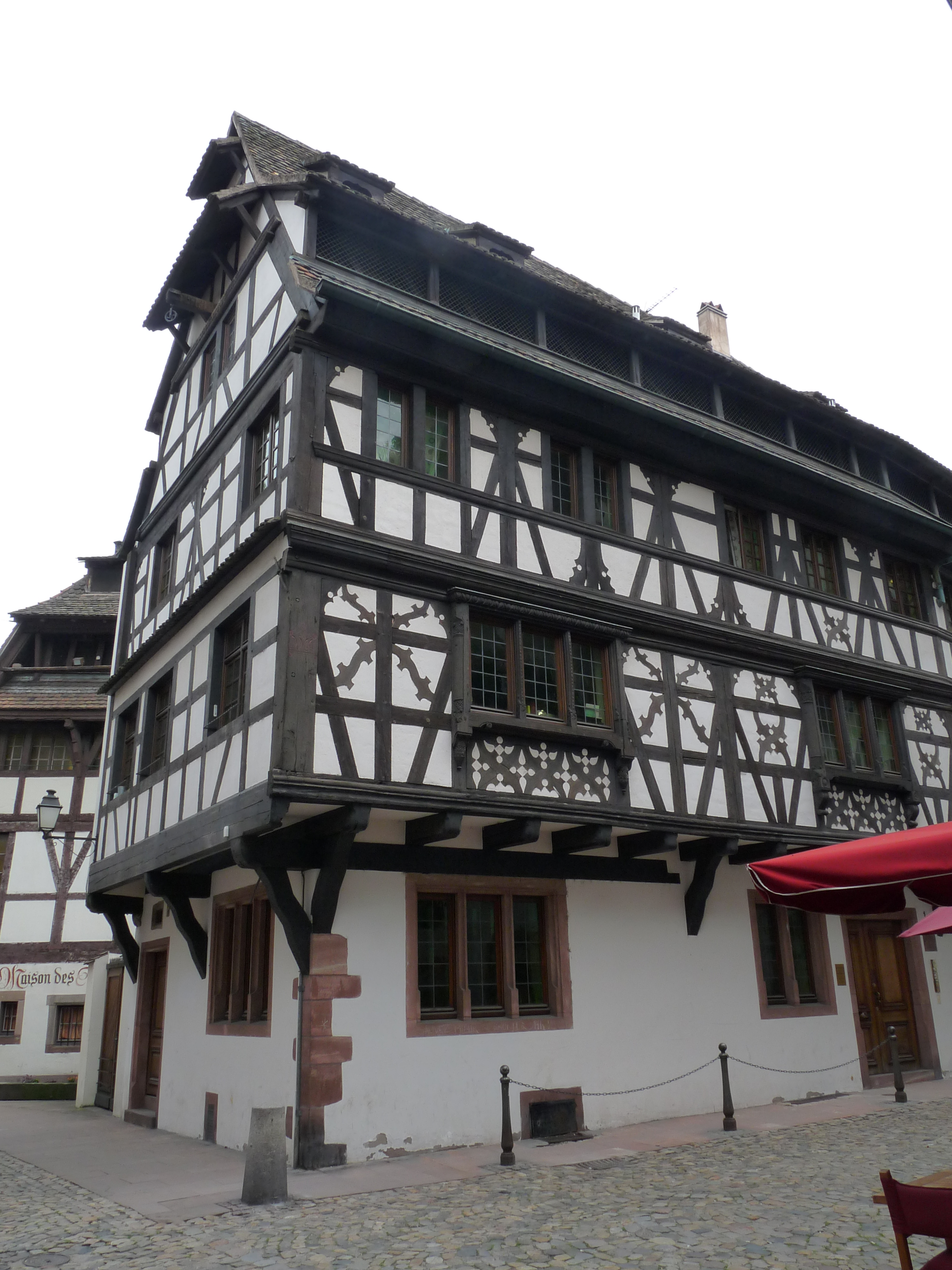
40, rue du Bain-aux-Plantes, 1 rue des Moulins
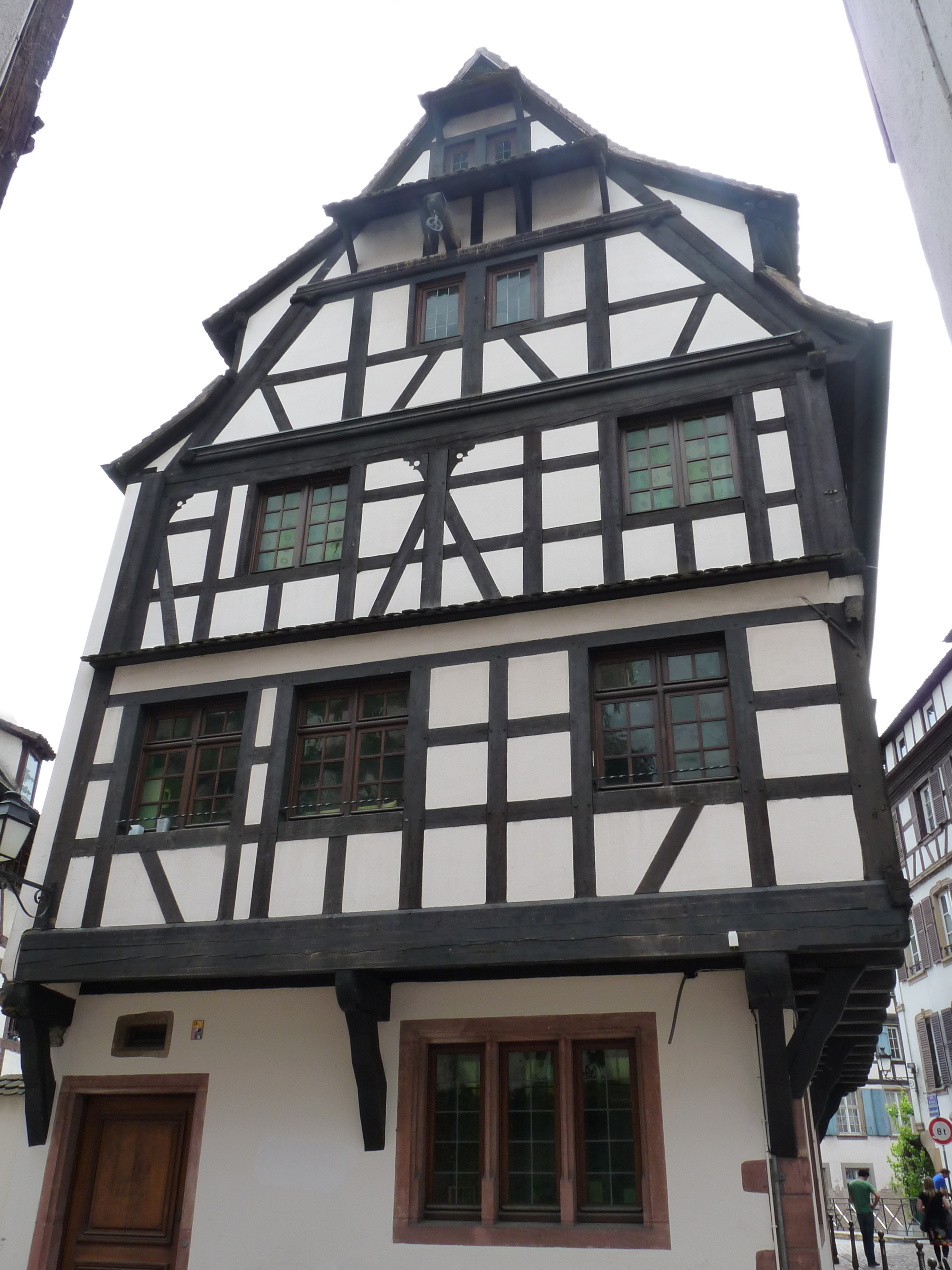
Facade du 40, rue du Bain-aux-Plantes
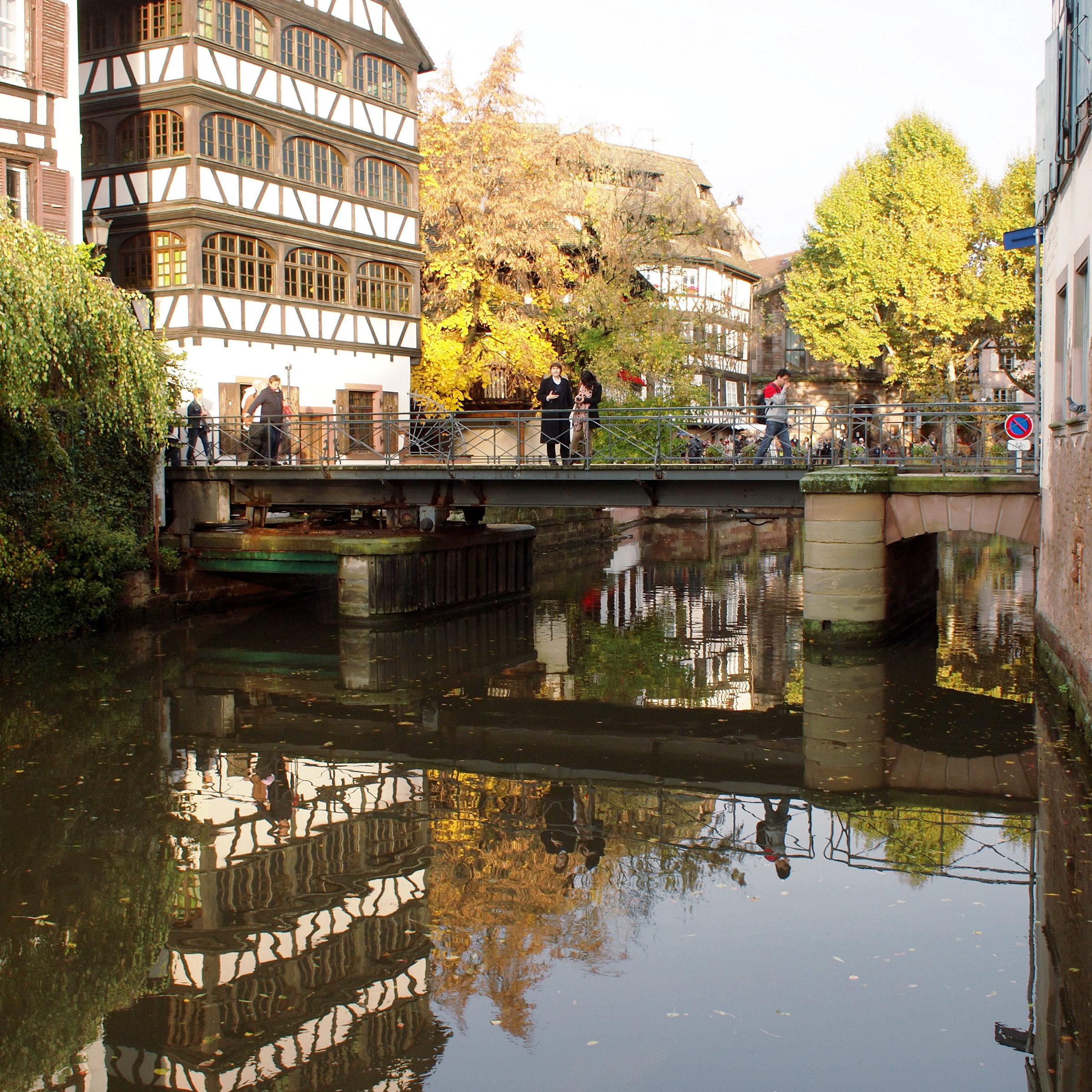
A gauche du pont du Faisan (pont tournant)
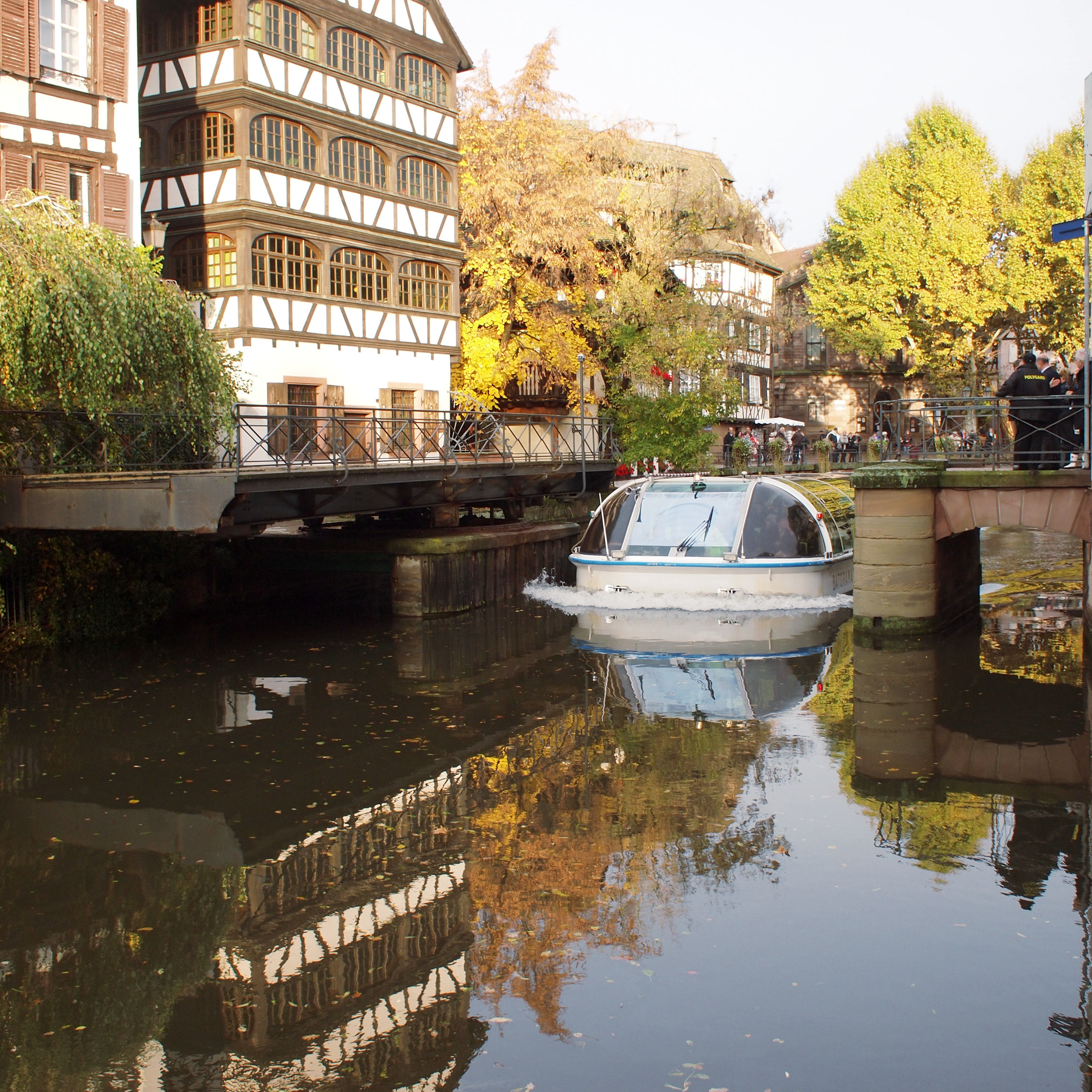
Pont tournant du Faisan, et tourisme fluvial
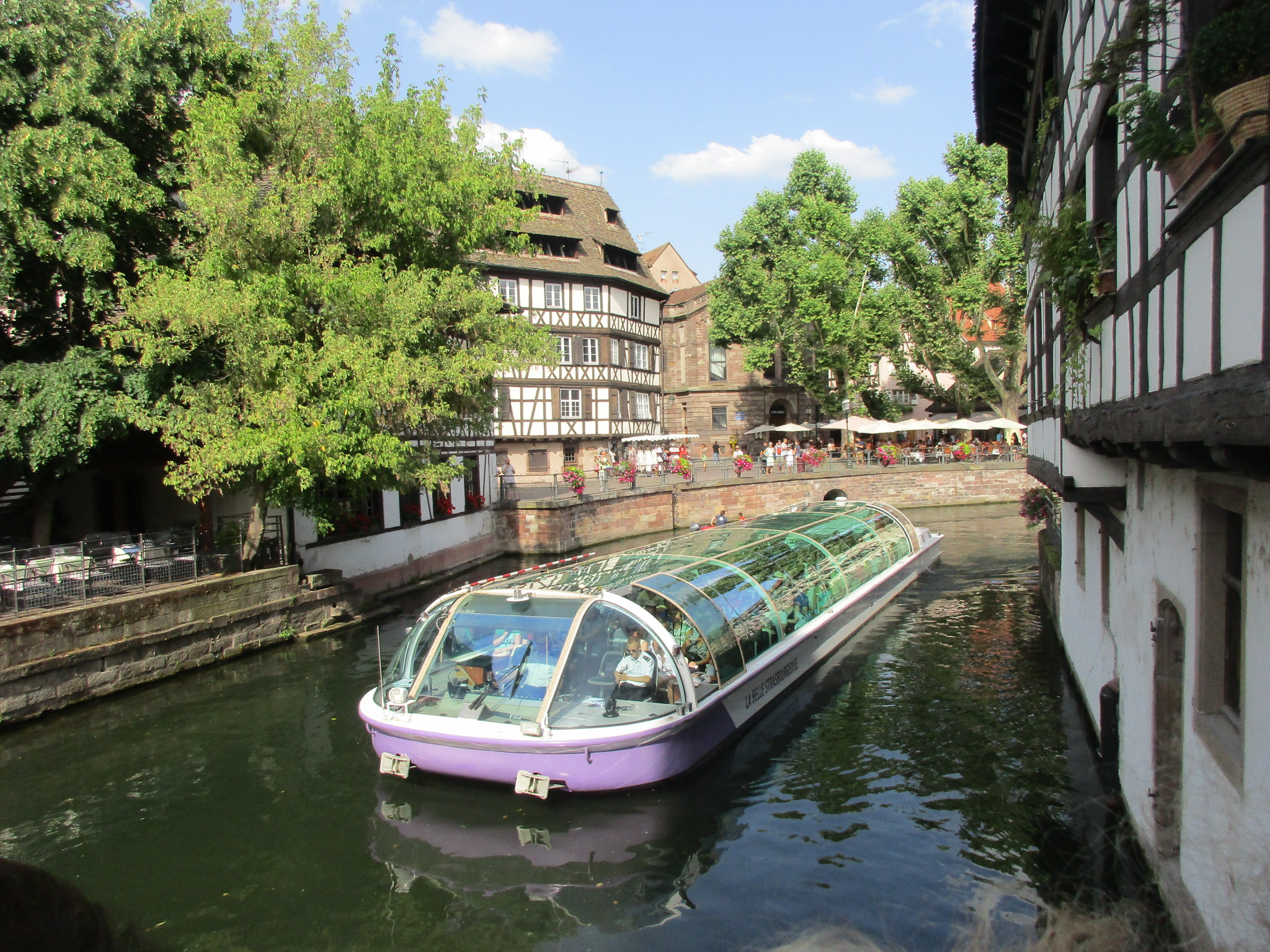
Vue de l'Ill et de la place Benjamin-Zix depuis le Pont du Faisan

Le bâtiment se situe à l'angle du 40, rue du Bain-aux-Plantes et du 1 rue des Moulins, avec une façade et un quai individuel sur un des canaux de l'Ill, et sur le pont du Faisan (pont tournant). Elle est voisine de la célèbre maison des Tanneurs de Strasbourg, de la Place Benjamin-Zix, et autres maison du 25, et maison du 27 de la même rue..., ainsi que des ponts couverts, et anciennes Glacières... 

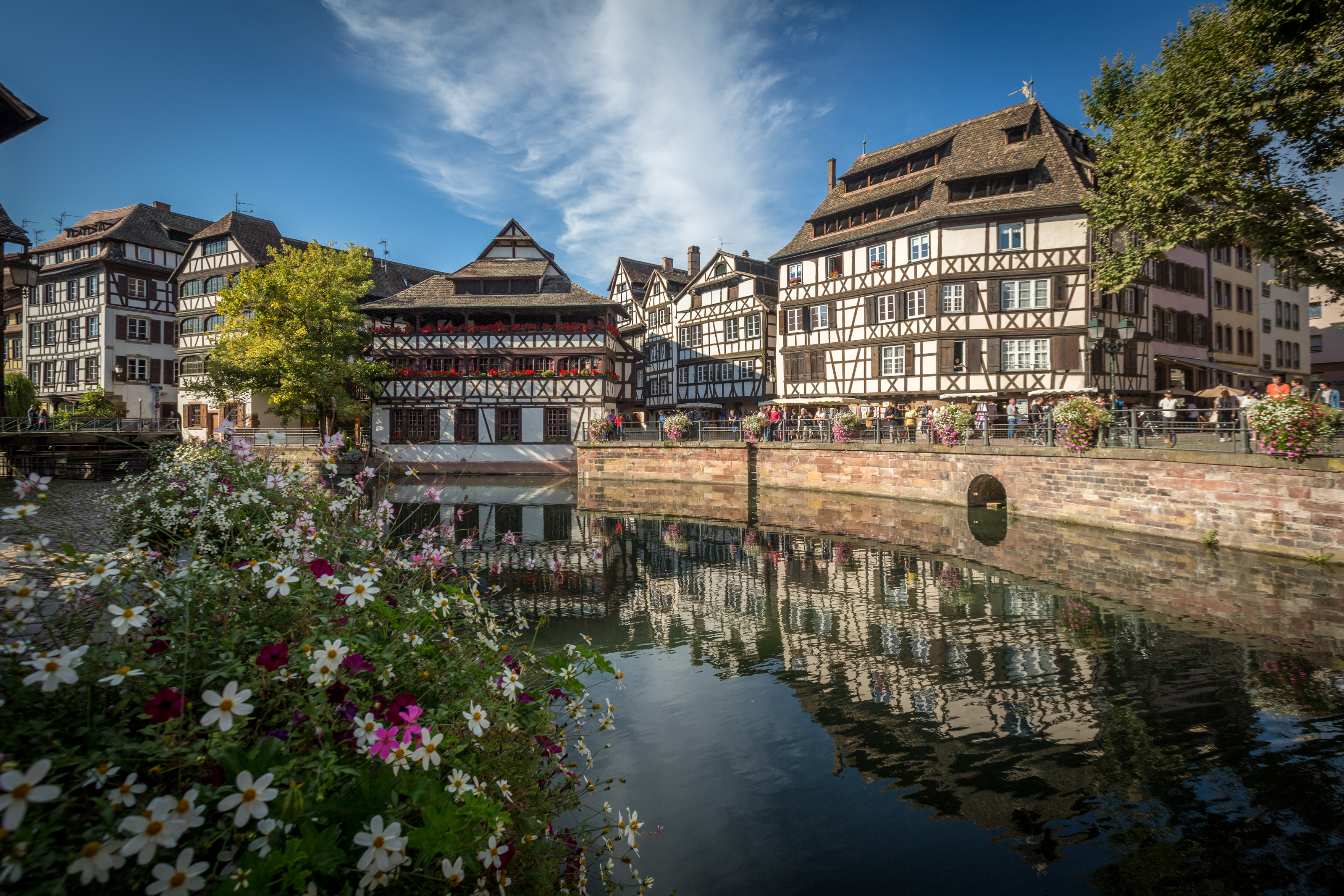
Au bord de l'Ill, à gauche de la maison des Tanneurs, et de la place Benjamin-Zix
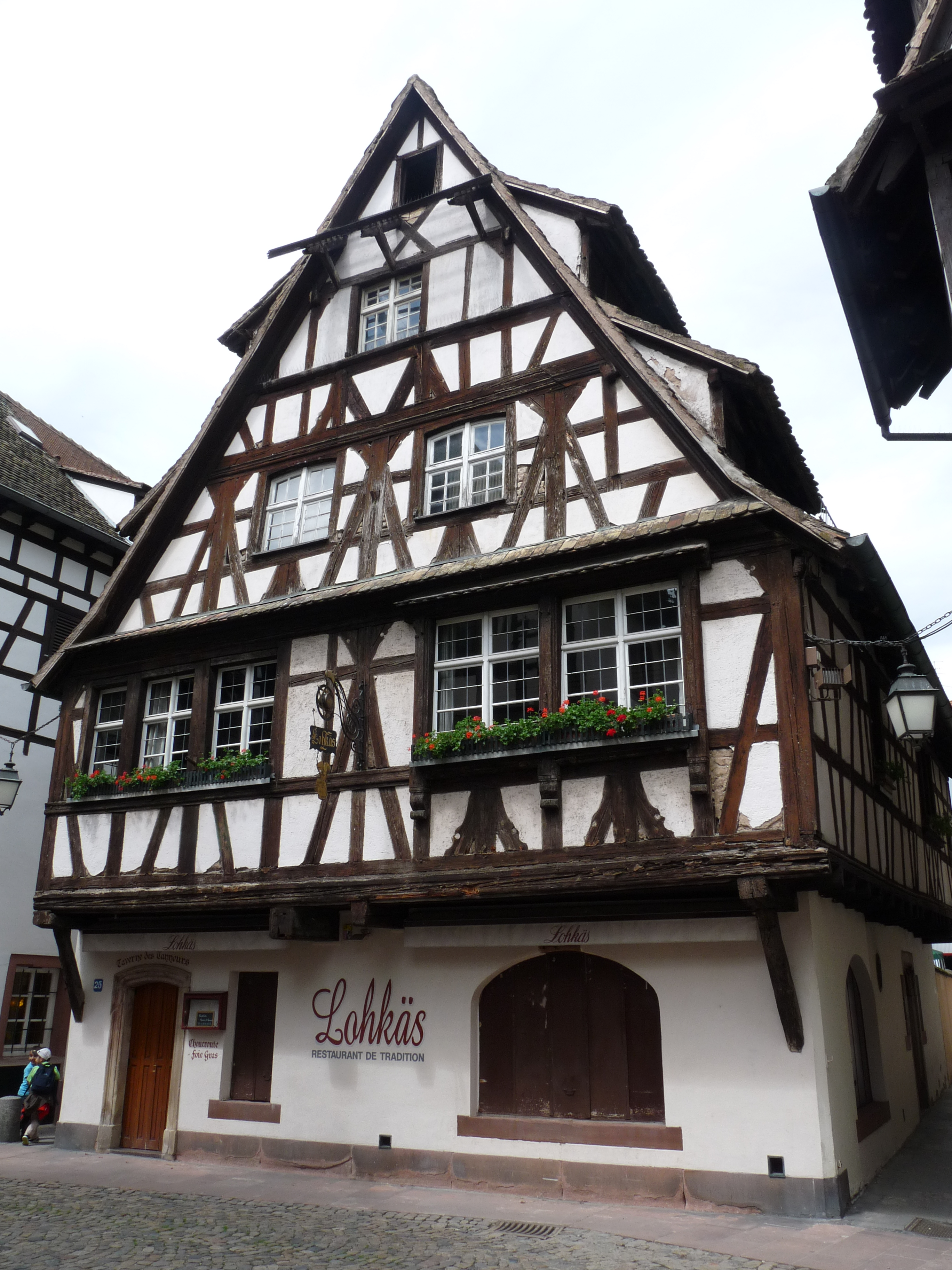
Maison du 25 (en face).
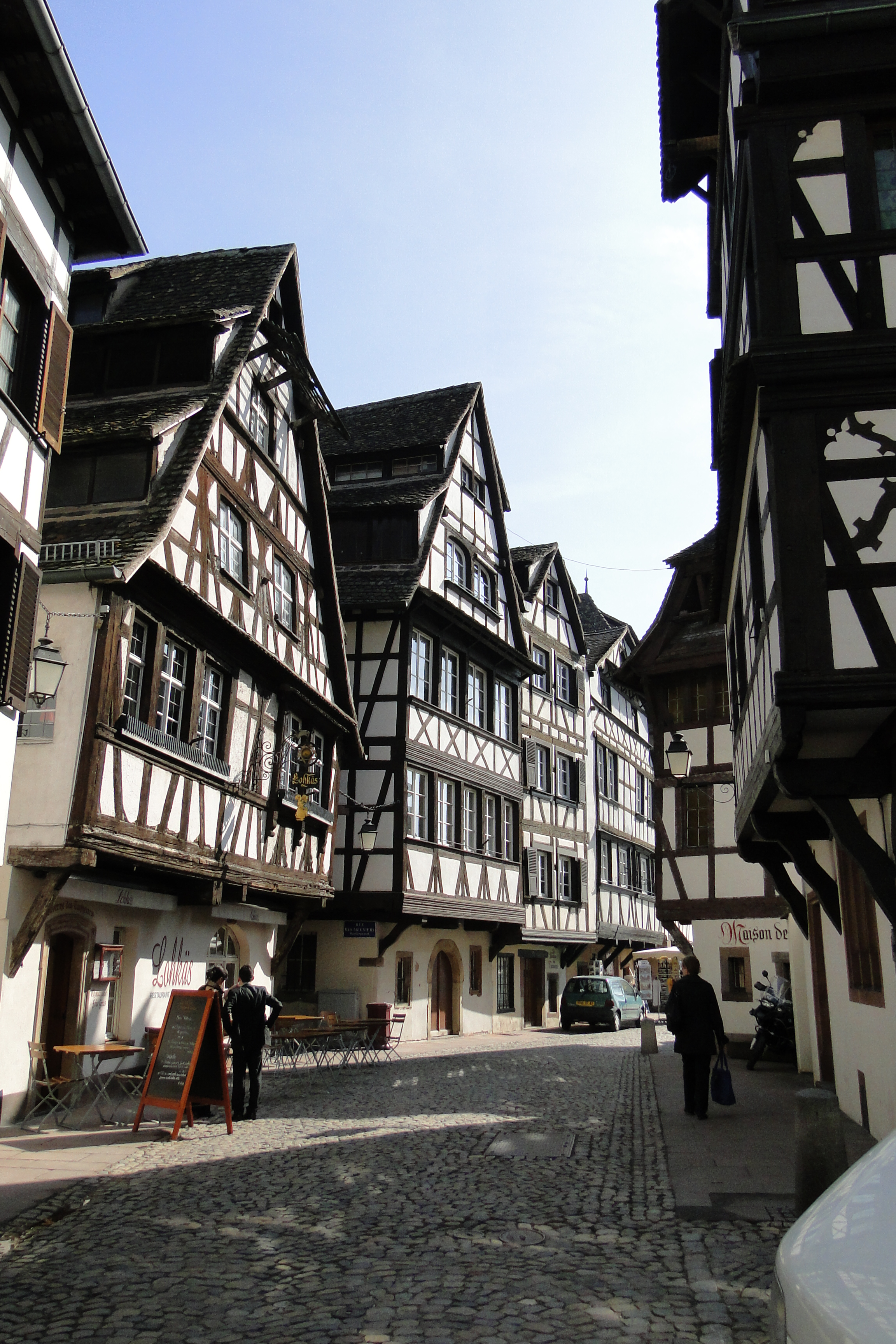
Vue sur la maison du 25.
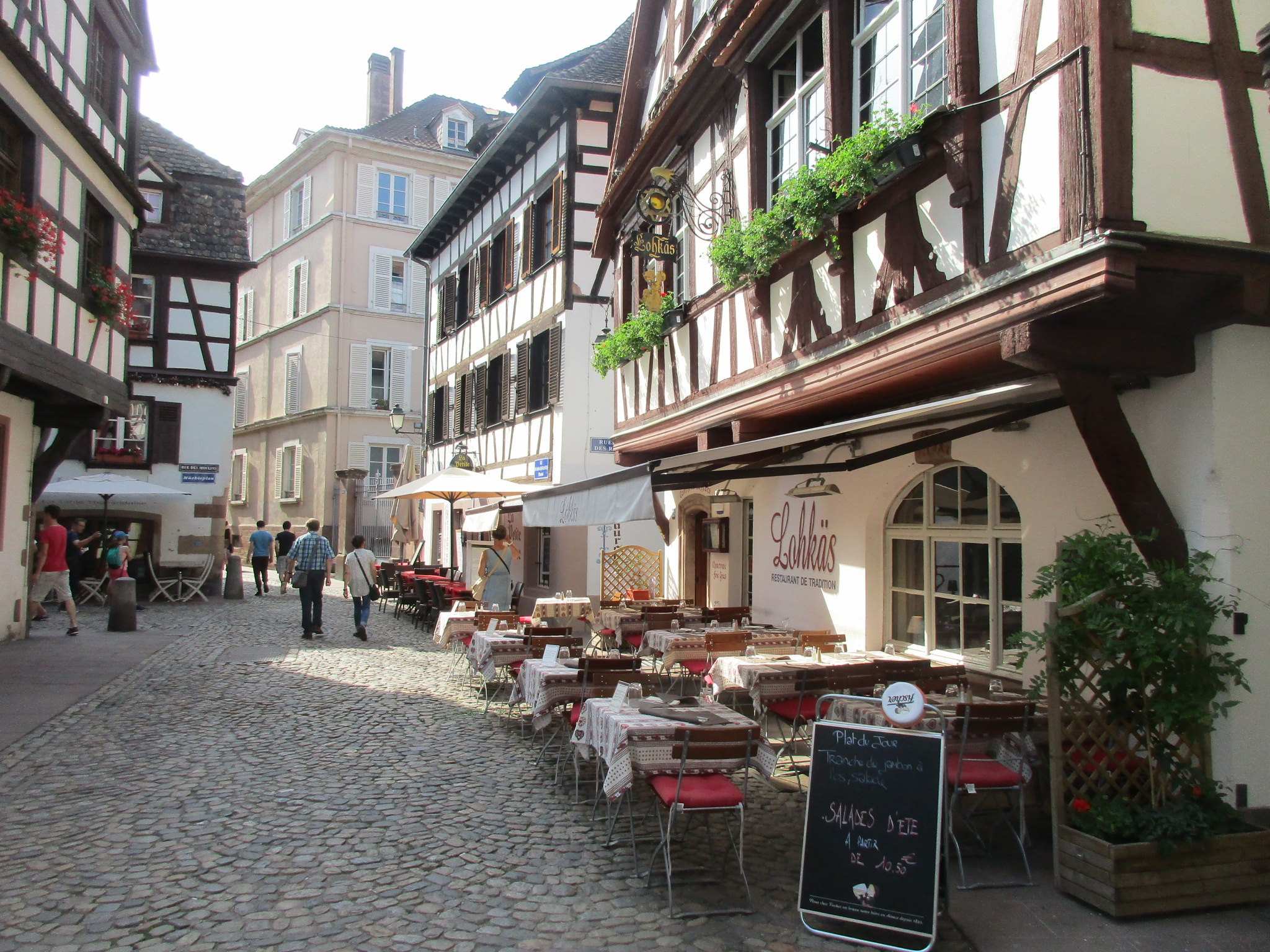
Rue du Bain aux Plantes, face à la maison du 25.

Elle est vendue et restaurée à de nombreuses reprises, par de nombreux propriétaires de son histoire.

## Architecture
Cette maison à colombages alsacienne typique de quatre étages, de la fin du Moyen Âge et du début de la Renaissance (architecture de la Renaissance) est construite avec un premier étage en encorbellement, avec oriel, fenêtres à croisée à meneaux et à vitraux, et toit en tuile alsacienne. 

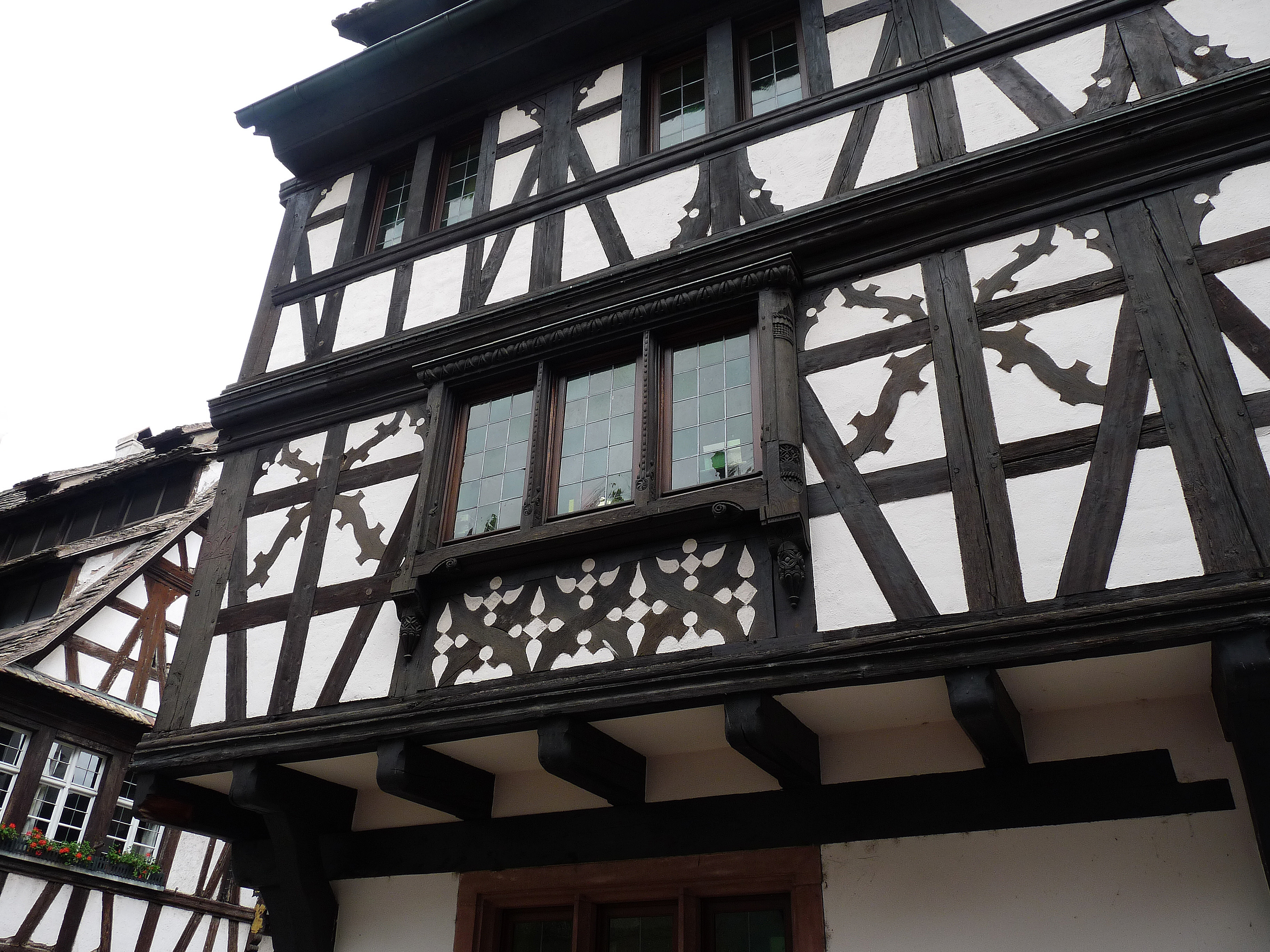
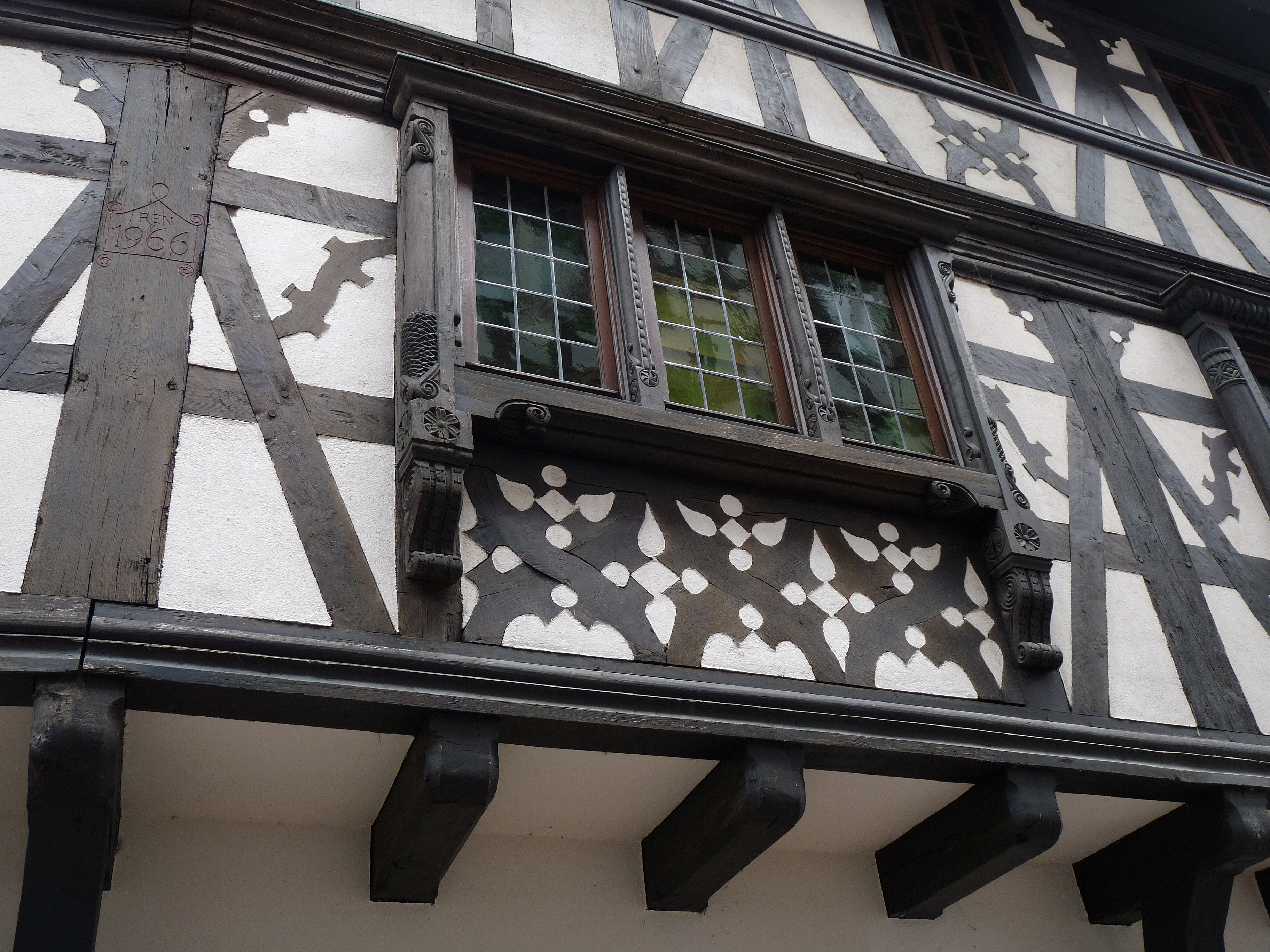
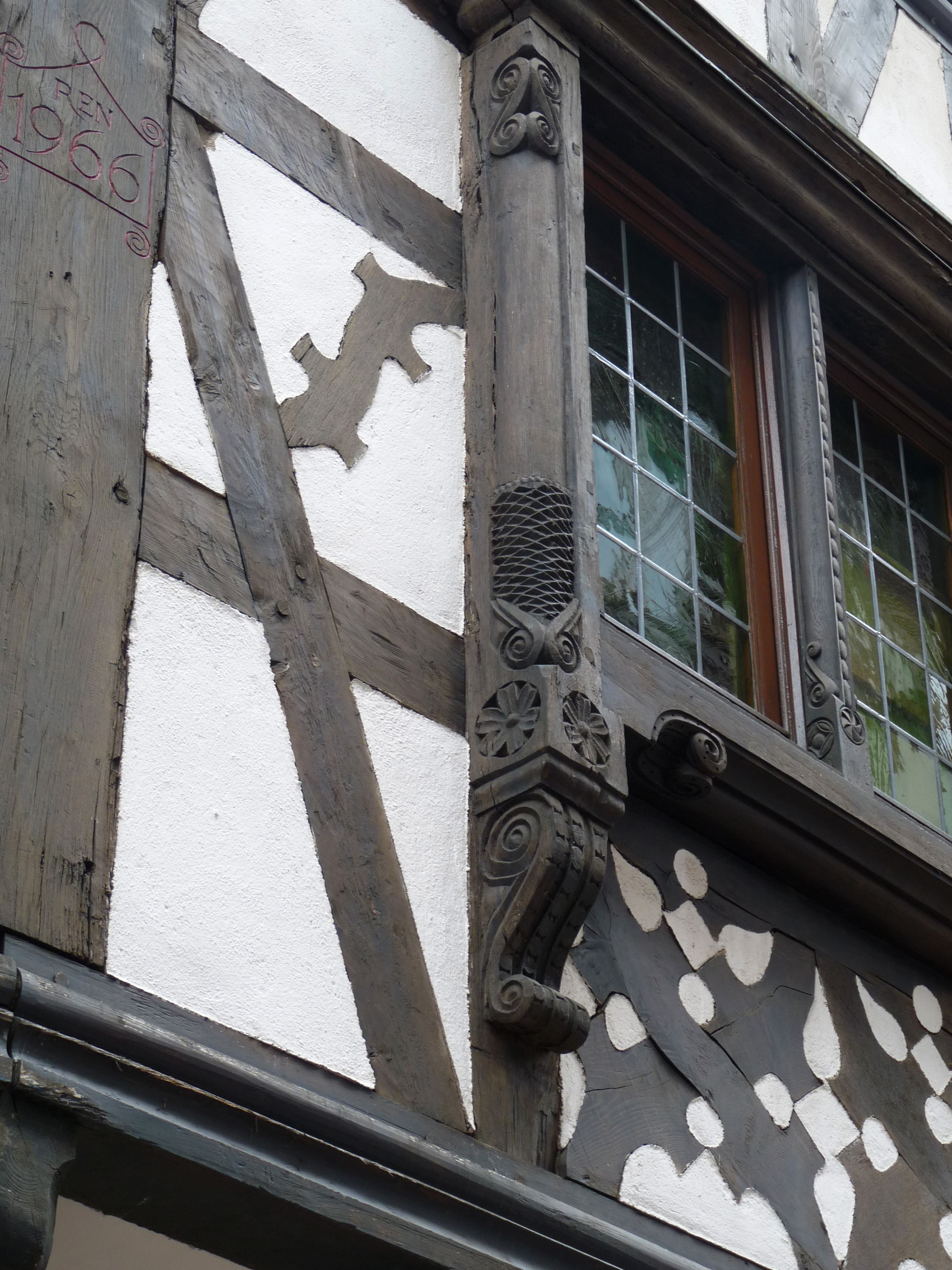

Les poutres de colombages richement sculptées sont typiques de la Renaissance strasbourgeoise. La date 1566 est taillée sur le poteau cornier situé à l'angle de la rue du Bain-aux-Plantes et de la rue des Moulins, et les lettres A N suivies de l'année de construction 1742 d'une partie du bâtiment, sont inscrites sur le linteau de la porte côté canal.

## Fondation Johann Wolfgang von Goethe
Le bâtiment est la propriété entre 1965 et 1995, de la Fondation Johann Wolfgang von Goethe, fondée en 1968 à Bâle en Suisse par le richissime entrepreneur allemand Alfred Toepfer (1894-1993), qui le fait entièrement restaurer, pour entre autres y loger des étudiants de la Fondation dans des conditions luxueuses. Elle est depuis revendue pour des logements privés.

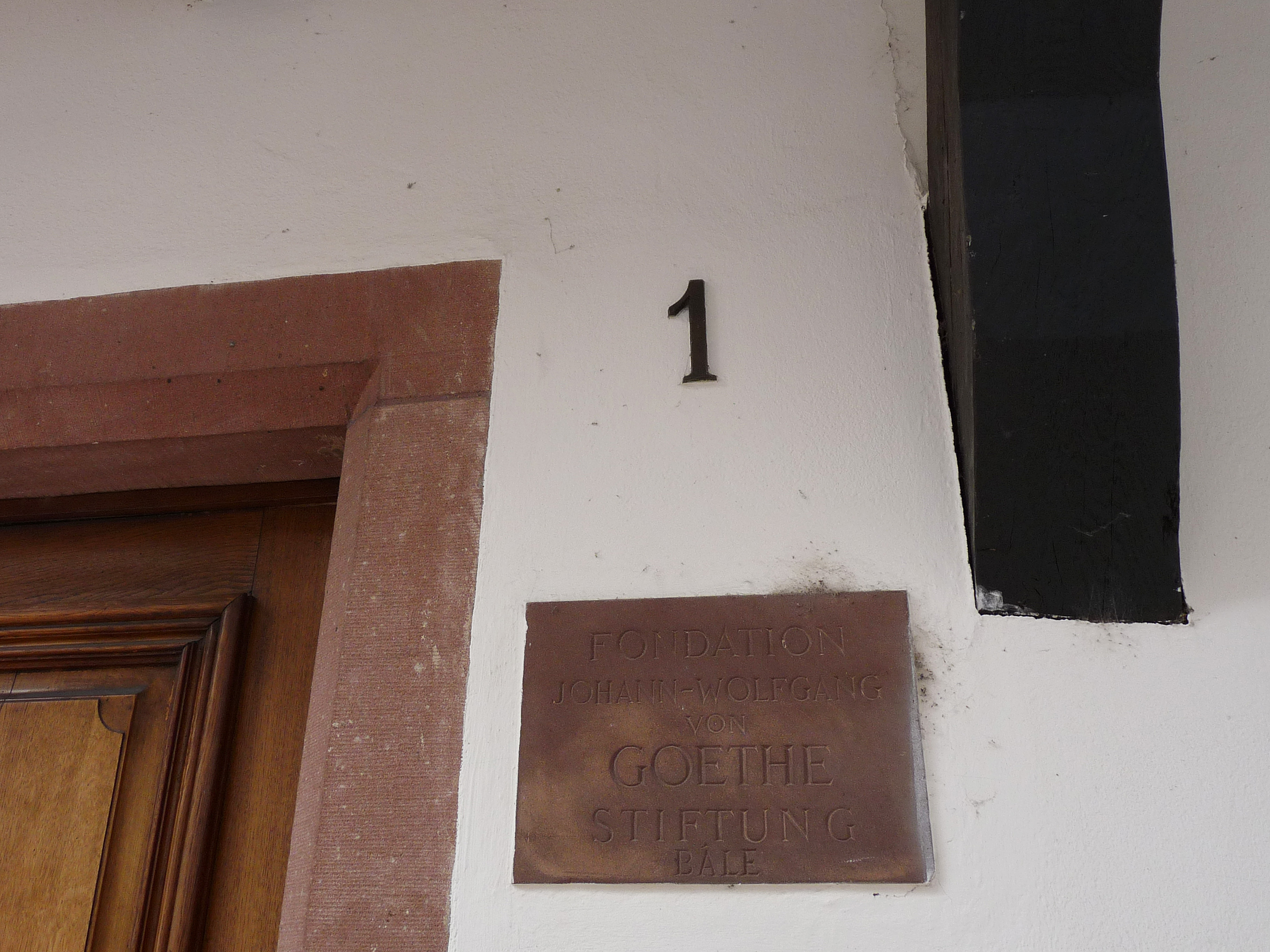
Plaque de la Fondation Johann Wolfgang von Goethe
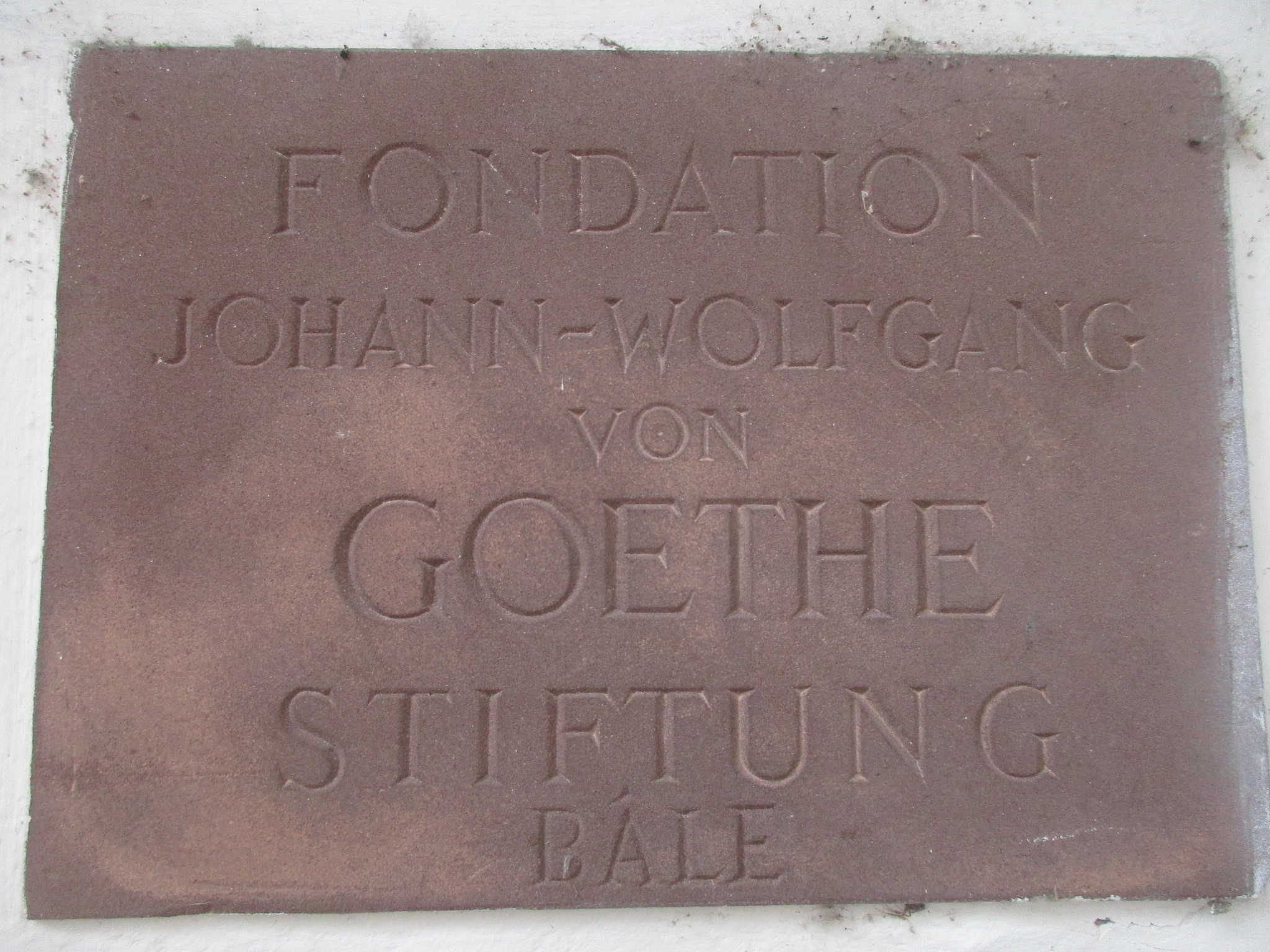
Plaque de la Fondation Johann Wolfgang von Goethe
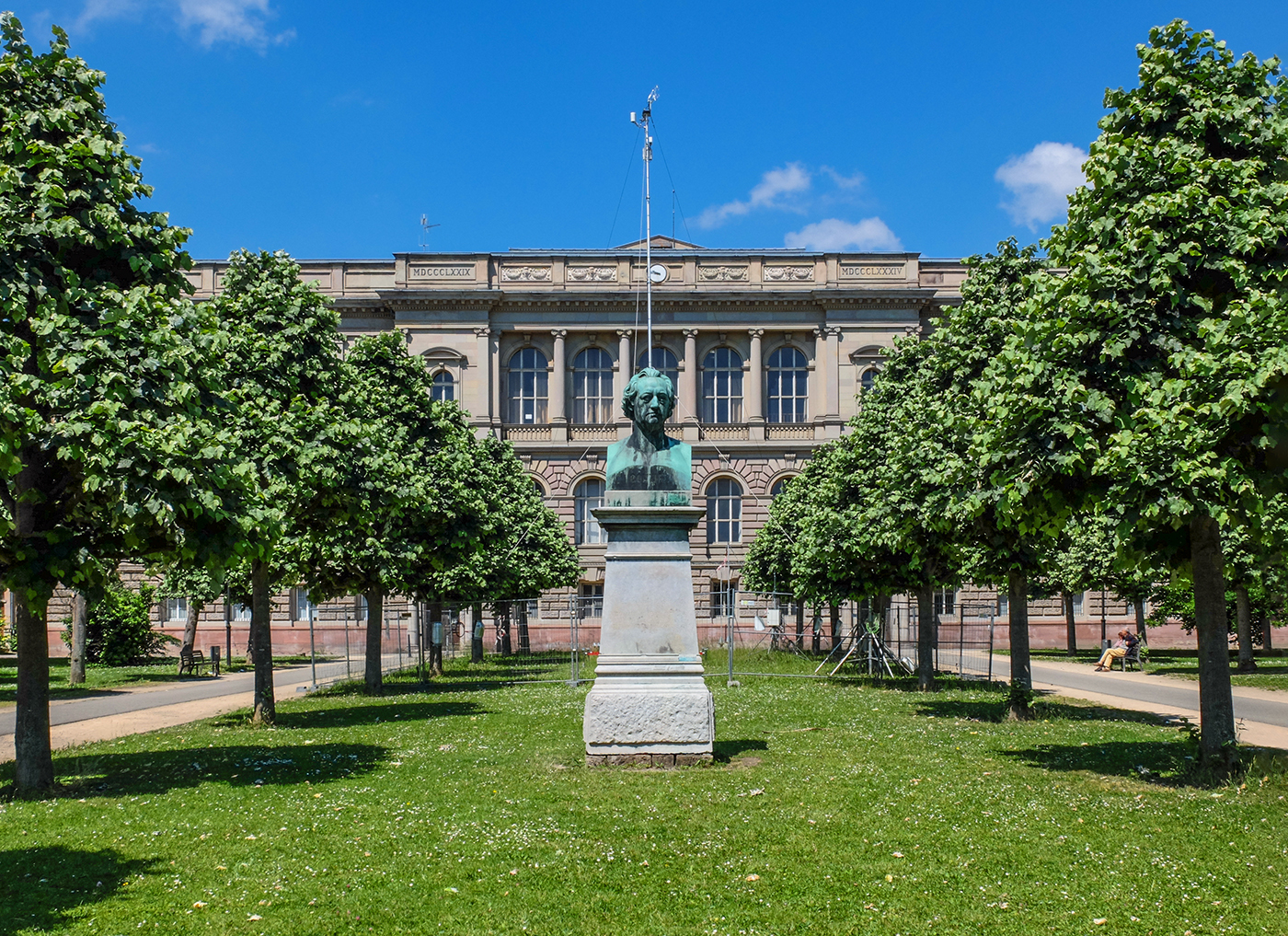
Buste de Goethe devant le Palais universitaire de l'Université de Strasbourg

Johann Wolfgang von Goethe (1749-1832) docteur en Droit, magistrat, philosophe, dramaturge, homme d'état allemand, considérée comme un des auteurs les plus importants de la littérature allemande, a fait un bref passage durant ses études de droit à l’université de Strasbourg de 1769 à 1771, durant lequel il eut une célèbre idylle amoureuse avec Frédérique Brion, fille du pasteur de Sessenheim (musée Goethe à l'Auberge au Bœuf).